# Tour des Pyrénées
Die Tour des Pyrénées (auch Vuelta a los Pirineos) ist ein ehemaliges Straßenradrennen im Südwesten Frankreichs und Nordosten Spaniens. Die kleine Rundfahrt führte in vier Etappen durch die französischen und spanischen Pyrenäen. Dabei werden auch von der Tour de France bekannte Bergpässe wie Col d’Aspin oder Col du Soulor befahren. Erstmals wurde die Rundfahrt im Jahr 1978 ausgetragen. Bis zum Jahr 1994 trug das Rennen allerdings den Namen Tour de Bigorre. Ab 2007 war es Teil der UCI Europe Tour und hatte die Kategorie 2.2. 2010 war die letzte Austragung.

## Sieger
| - 2010 Florent Barle - 2009 Fabio Duarte - 2008 Dan Fleeman - 2007 Sergio Pardilla - 2006 Enrique Salgueiro - 2005 Keine Austragung - 2004 Bernhard Kohl - 2003 Fernando Torres - 2002 Maryan Hary - 2001 Igor Pawlow - 2000 Eric Drubay | - 1999 Igor Pawlow - 1998 Christophe Oriol - 1997 Denis Leproux - 1996 Denis Leproux - 1995 Hugues Ané - 1994 Dupouey - 1993 Roux - 1992 Pascal Andorra - 1991 Diaz - 1990 Berard - 1989 Champion | - 1988 Piquemal - 1987 Denis Jusseau - 1986 Pascal Andorra - 1985 Denis Pelizzari - 1984 Mandrebil - 1983 Philippe Le Peurien - 1982 Daniel Amardeilh - 1981 René Forestier - 1980 Bouquet - 1979 Michel Pitard - 1978 Rodriguez |